# J/80
Le J/80 (parfois J80 ou J-80) est une classe de voilier monotype produite par les chantiers J/Boats (en) à partir de 1992, sur les plans de Rod Johnstone (en).

## Utilisation
Le J/80 est utilisé en régate ou en plaisance ; son ancienneté, sa solidité et sa fiabilité font qu’il est assez répandu en école de voile.

## Compétition
Les championnats du monde J/80 (en) se déroulent tous les ans ; ils ont eu lieu en 2013 à Marseille, en 2018 aux Sables d’Olonne et en 2002 et 2024 à La Rochelle.